# Carta ao Pai
Carta ao Pai (em alemão Brief an den Vater) é uma das obras do escritor checo Franz Kafka. O livro é na verdade a publicação póstuma de uma carta que Kafka escreveu para o seu pai e que nunca chegou a ser enviada.
Entre os dias 10 e 19 de novembro de 1919, Franz Kafka, insatisfeito com a fria recepção paterna diante do anúncio de seu noivado com Julie Wohryzek, escreveu ao pai, o comerciante judeu Hermann Kafka, uma longa carta com mais de cem páginas manuscritas. Kafka tinha então 36 anos, uma vida pessoal acanhada – nunca se casara ou constituíra família, uma carreira mediana de funcionário burocrático e uma ambição literária ainda longe de estar realizada. Na carta, que nunca foi enviada ao destinatário original, Kafka põe a nu toda a sua mágoa em relação ao pai autoritário, que ele chama, alternadamente, de "tirano", de "regente", de "rei" e de "Deus". Em uma experiência virtuosística de auto-análise, além de uma belíssima peça literária, ele mostra como, a seu ver, o jugo paterno minou-lhe a auto-estima, condenando-o a uma personalidade fraca e assustada.
Além de disponibilizar ao leitor um dos textos mais emocionantes da literatura ocidental, esta nova edição destaca-se por priorizar a dimensão biográfica da Carta. A leitura da carta e do material que a envolve joga luz sobre o drama humano universal do autor e ajuda a compreender sua imensa angústia, capaz de gerar obras-primas como O processo, A metamorfose, América ou o desaparecido, entre outras. Como escreveu o filho ao pai: "Minha atividade de escritor tratava de ti, nela eu apenas me queixava daquilo que não podia me queixar junto ao teu peito".
Além da carta fartamente anotada, a edição conta com um prefácio que explica fatos e circunstâncias relativas ao texto e à redação da carta, um glossário de expressões e nomes de pessoas citadas, uma cronologia biográfica de Kafka e a reprodução fac-símile de algumas páginas do documento.
A carta começa da seguinte forma: "Querido Pai: Você me perguntou recentemente por que eu afirmo ter medo de você. Como de costume, não soube responder, em parte justamente por causa do medo que tenho de você, em parte porque na motivação desse medo intervêm tantos pormenores, que mal poderia reuni-los numa fala. E se aqui tento responder por escrito, será sem dúvida de um modo muito incompleto, porque, também ao escrever, o medo e suas consequências me inibem diante de você e porque a magnitude do assunto ultrapassa de longe minha memória e meu entendimento.." 
No Brasil a carta foi publicada pela primeira vez em 1952 pela editora LP&M com o título: "Carta ao pai''. A edição da LP&M acompanha notas de rodapé sobre o processo e correções feitas pelo próprio autor quando datilografou a carta. A tradução e notas ficaram a cargo de Marcelo Backes. Ganhou uma segunda versão em 1997 pela editora Companhia das letras, Modesto Carone traduziu e escreveu o prefácio desta nova edição. Atualmente, no Brasil, é mais fácil que se encontre em circulação as edições da Companhia que ganham reimpressões até hoje.  
Conforme relatado por Max Brod, Kafka de fato entregou a carta à sua mãe com a intenção de que ela a entregasse ao seu pai. No entanto, sua mãe nunca entregou a carta e a devolveu ao seu filho, que, por sua vez, nunca a entregou ao pai. A carta original consistia em aproximadamente 103 páginas escritas à mão. Kafka a reescreveu diversas vezes (levando duas semanas para completá-la) e até mesmo a digitou. A carta estava repleta de anotações a lápis, pois, no final das contas, Kafka pretendia dá-la a uma amiga (embora ele também nunca a tenha entregue) e alegou: "caso você queira conhecer meu passado".